# Грепафлоксацин
Грепафлоксаци́н —синтетичний антибіотик з групи фторхінолонів ІІІ покоління для перорального застосування. Грепафлоксацин випускався компанією «Glaxo Wellcome» під торговою маркою «Раксар», проте був вилучений із фармацевтичного обігу компанією-виробником у зв'язку із численними побічними ефектами, переважно з боку серцево-судинної системи.

## Фармакологічні властивості
Грепафлоксацин — синтетичний антибіотик з групи фторхінолонів ІІІ покоління. Діє бактерицидно, порушуючи синтез ДНК в бактеріальних клітинах. До препарату чутливі такі мікроорганізми: стафілококи, стрептококи, клебсієли, нейсерії, Escherichia coli, Enterobacter spp., Proteus spp., Citrobacter spp., Haemophilus spp., Serratia spp., Moraxella catarrhalis, Morganella morganii, Pseudomonas aeuruginosa, Providencia rettgeri, Burkholderia cepacia, Stenotrophomonas maltophilia, Acinetobacter calcoaceticus, легіонелли, хламідії, мікоплазми, Ureaplasma urealyticum, туберкульозна паличка. Нечутливими до грепафлоксацину є анаеробні збудники (у тому числі клостридії та Bacteroides fragilis). Чутливість до грепафлоксацину грампозитивних збудників (стрептококів), хламідій та мікоплазм вища, чим у фторхінолонів ІІ покоління (ципрофлоксацину, офлоксацину, спарфлоксацину).

### Фармакодинаміка
Грепафлоксацин швидко всмоктується в шлунково-кишковому тракті. Біодоступність препарату складає 72 %. Максимальна концентрація в крові досягається через 2-2,5 години. Грепафлоксацин добре зв'язується з білками плазми крові. Високі концентрації препарату створюються у більшості тканин та рідин організму. Найвищі концентрації грепафлоксацину досягаються у жовчі, жовчевих протоках, статевих органах, шкірі, мигдаликах, макрофагах, поліморфноядерних лейкоцитах. Високі концентрації створюються у дихальних шляхах — альвеолярній рідині, бронхіальному слизу, альвеолярних макрофагах. Препарат проходить через плацентарний бар'єр, виділяється в грудне молоко. Грепафлоксацин метаболізується в печінці з утворенням метаболітів із незначною антибактеріальною активністю. Виділяється препарат з організму із сечею та жовчю. Період напіввиведення препарату становить 10—13 годин, цей час може збільшуватись при печінковій та нирковій недостатності.

## Показання до застосування
Грепафлоксацин застосовувався при захворюваннях дихальних шляхів (позагоспітальні пневмонії, які спричинюють типові та атипові збудники, загостренні хронічного бронхіту), неускладненій гонореї, уретриті та цервіциті.

## Побічна дія
При застосуванні грепафлоксацину можливі наступні побічні ефекти:
- Алергічні реакції — часто (1—10 %) висипання на шкірі, свербіж шкіри, фотодерматоз, бронхоспазм, набряк Квінке, синдром Стівенса-Джонсона, анафілактичний шок; нечасто (0,1—1 %) гарячка.
- З боку травної системи — дуже часто (більше 10 %) нудота, неприємний смак у роті; часто (1—10 %) блювання, біль у животі, запор або діарея, здуття живота, сухість у роті.
- З боку нервової системи — часто (1—10 %) головний біль, головокружіння, безсоння, сонливість, швидка втомлюваність; нечасто (0,1—1 %) збудження, порушення свідомості, судоми, парестезії, галюцинації, депресія, нейропатія, порушення зору та слуху, порушення нюху та смаку.
- З боку ендокринної системи — нечасто гіперглікемія.
- З боку опорно-рухового апарату — часто тендовагініти; нечасто (0,1—1 %) артралгії, міалгії; рідко розриви сухожиль.
- Зміни в лабораторних аналізах — нечасто тромбоцитопенія, підвищення рівня цукру в крові, гіперліпідемія, збільшення рівня білірубіну, сечовини і креатиніну в крові, збільшення активності амінотрансфераз і лужної фосфатази в крові.

Найчастішими побічними ефектами грепафлоксацину є побічні ефекти з боку серцево-судинної системи. Часто при застосуванні грепафлоксацину спостерігається подовження інтервалу QT на ЕКГ, а також аритмії по типу «пірует». Частіше такі порушення спостерігаються при сумісному використанні препарату із еритроміцином, терфенадином, астемізолом, цизапридом, пентамідином, аміодароном, соталолом, дизопірамідом, флекаїнідом, хінідином, новокаїнамідом, трициклічними антидепресантами, частиною антипсихотичних препаратів. Частота шлуночкових аритмій при застосуванні грепафлоксацину складала 38 випадків на 10 мільйонів проданих антибіотиків, із них 7 випадків летальних аритмій, де встановлено високу імовірність зв'язку цієї побічної дії із застосуванням даного препарату. У зв'язку із частими побічними ефектами з боку серцево-судинної системи препарат знятий з виробництва.

## Протипоказання
Грепафлоксацин протипоказаний при підвищеній чутливості до фторхінолонів, порушеннях серцевого ритму, подовженні інтервалу QT на ЕКГ, серцевій недостатності, печінковій недостатності, при вагітності та годуванні грудьми, дітям до 18 років. Препарат не застосовується разом із препаратами, що подовжують інтервал QT на ЕКГ.

## Форми випуску
Грепафлоксацин випускався у вигляді таблеток по 0,4 та 0,6 г. Станом на 2014 рік в Україні даний препарат не зареєстрований.

## Стереохімія
Грепафлоксацин містить стереоцентр і складається з двох енантіомерів. Це рацемат, тобто суміш  R - і  S -форми у рівних кількостях:
| Енантіомери грепафлоксацину | Енантіомери грепафлоксацину |
| --------------------------- | --------------------------- |
| CAS-Nummer: 146761-68-4     | CAS-Nummer: 146761-69-5     |